# Chocolate en la cocina salada

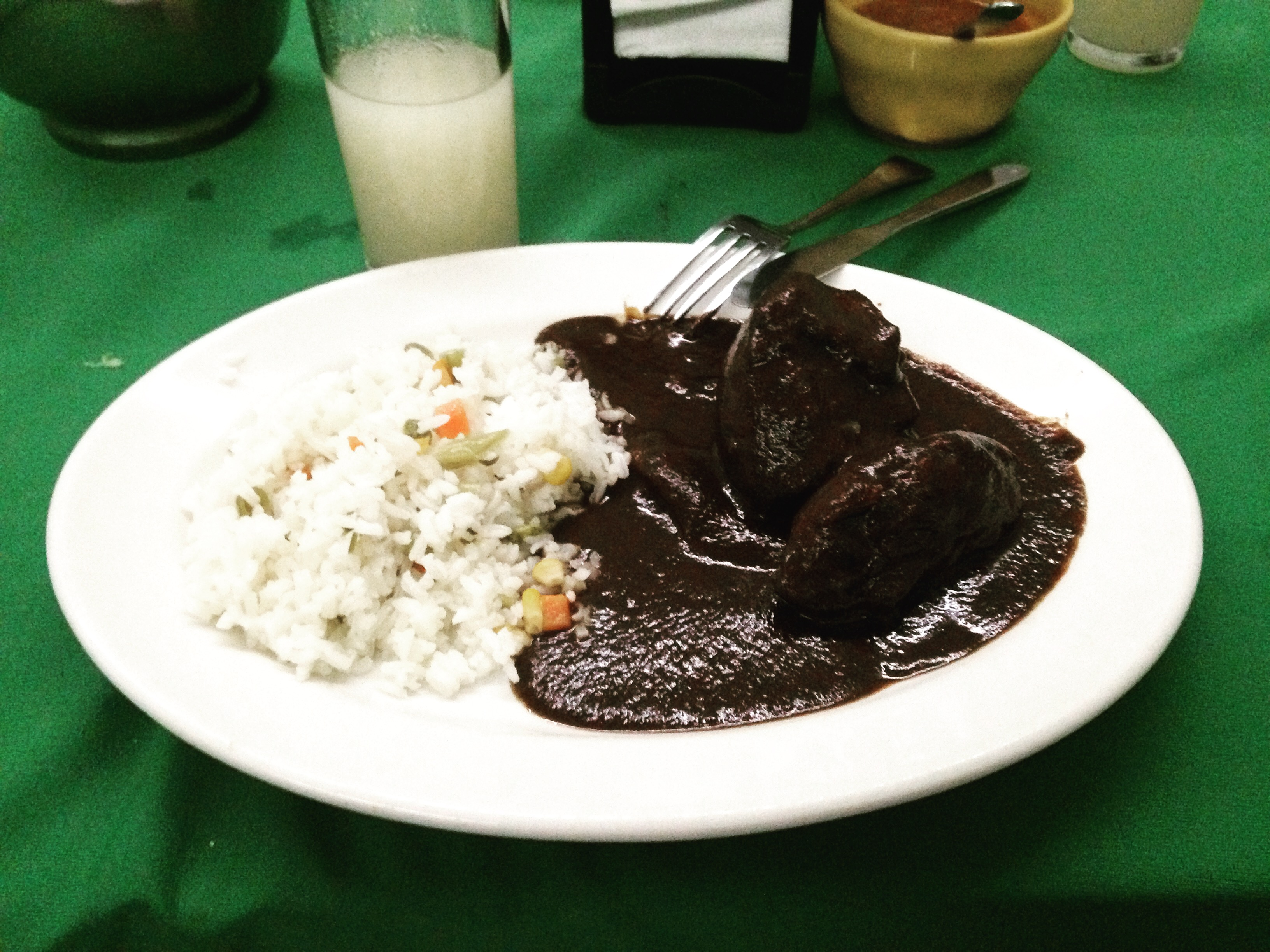
El mole puede incluir chocolate.

A pesar de que su uso es más habitual en preparaciones dulces, el chocolate se ha utilizado como ingrediente en la cocina salada durante más de mil años. En Europa, el chocolate se ha utilizado ampliamente en la cocina italiana desde que se introdujo en Europa, incluso en la lasaña y el hígado frito. Si bien hoy en día el chocolate salado se utiliza principalmente en el mole, todavía es un ingrediente presente en algunas recetas europeas y lo utilizan algunos chefs.

## Historia
Inscripciones en un cuenco de Petén del año 400 CE contiene una referencia al chocolate, refiriéndose ya sea a un mole maya o a un tamal con sabor a chocolate. Si es lo primero, a 2024 esto constituiría la primera referencia conocida al mole. Los aztecas no utilizaban chocolate para dar sabor a sus platos; los historiadores Michael y Sophie Coe hacen una analogía de dicho uso con el de los cristianos que preparaban coq au vin con vino sacramental. Esto a pesar de que el plato de mole poblano se atribuye comúnmente a los aztecas. En una leyenda popular, el uso de chocolate en el mole se atribuye a las monjas mexicanas de finales del siglo XVII en Puebla de Zaragoza.
El chocolate se consideraba un añadido agradable y corriente a la cocina europea desde mediados del siglo XVII. La primera aparición en una receta francesa es de 1691, donde se utilizó en un plato de silbón (una especie de pato). En la receta no se explicaba cómo se hacía el chocolate, ya que se asumía que el público estaba familiarizado con él. Durante el siglo XVII, el chocolate era un ingrediente común en la cocina europea, particularmente en el norte de Italia. Las recetas italianas del siglo XVIII contienen chocolate como ingrediente en recetas de pappardelle, hígado frito, polenta negra y un manuscrito de 1786 de Macerata registra una salsa de lasaña que contiene chocolate, junto con anchoas, nueces y almendras.

## Uso moderno

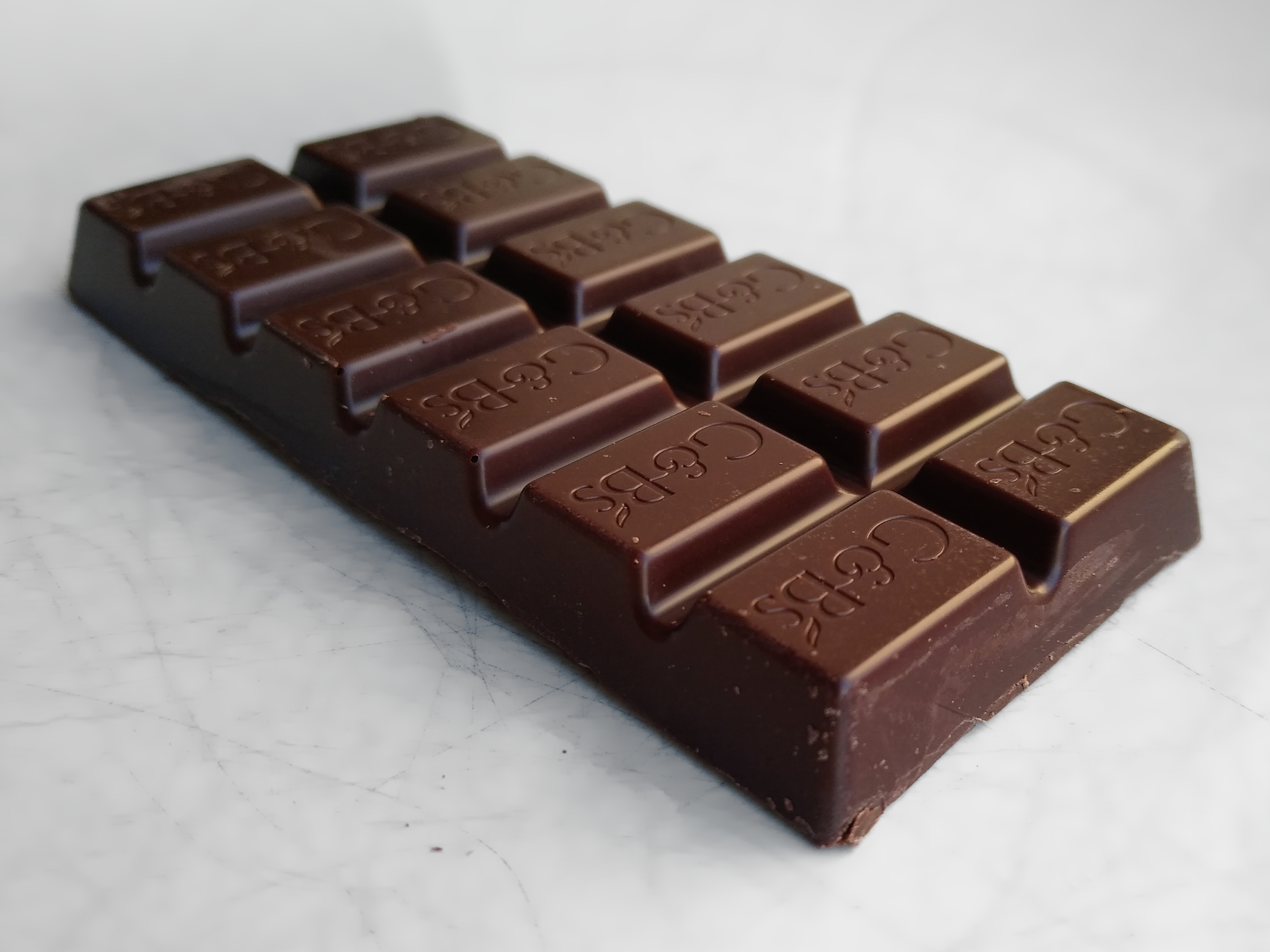
Los chefs contemporáneos suelen combinar el chocolate negro con verduras de invierno.

Si bien generalmente se considera que el chocolate es apropiado únicamente para aplicaciones dulces, el chocolate se utiliza como ingrediente en varias recetas populares y por chefs contemporáneos. El uso más popular del chocolate en la cocina salada es en el mole. El chocolate se utiliza generalmente en pequeñas cantidades para emulsionar o, como lo utiliza Auguste Escoffier, para dar a los platos «algo sedoso». Los aficionados al mole y los escritores de recetas suelen enfatizar la pequeña cantidad agregada para tratar de evitar que el mole sea conocido como salsa de chocolate. En la Toscana, el chocolate se combina con la carne de venado y de jabalí, incluso en la salsa agridulce. En Italia en general, el chocolate se mezcla con estofados y braseados para espesar y agregar sabor. En Italia y España, a veces se añade chocolate al coq au vin. En las recetas occidentales, históricamente se ha añadido chocolate a menudo a las salsas de vino, como el grand veneur. En Estados Unidos, algunos cocineros añaden una pequeña cantidad de chocolate sin azúcar al chili con carne para agregarle «riqueza, sabor más profundo y umami».
Los chefs contemporáneos han utilizado el chocolate en diversas formas, incluido el chocolate blanco y amargo, además de utilizar el grano de cacao. El chocolate blanco se ha utilizado como ingrediente en la cocina salada para añadir brillo y cremosidad a las salsas, contrarrestar la salinidad y aportar «riqueza» a los platos vegetarianos. Los chefs contemporáneos que utilizan chocolate negro a menudo lo combinan con sabrosas verduras de invierno, como chirivías y setas silvestres. En el pasado, los científicos de alimentos han recomendado combinar chocolate con caviar, coliflor asada y con ajo y café debido a las moléculas de sabor compartidas, pero esto ya no se considera un método confiable para evaluar si los alimentos saben bien juntos.